# La Dame Blanche Auxerre
La Dame Blanche – francuski klub szachowy z Auxerre, mistrz kraju z 1998 roku.

## Historia
Klub został założony w 1975 roku przez przedsiębiorców: Pierre′a Saussier′a i Huberta Aumaître′a. Na przełomie lat 80. i 90. klub stał się znaczącym klubem francuskim, a w 1993 roku jego zawodnikiem był Garri Kasparow. W tym samym roku klub wystąpił w Pucharze Europy. Zespół zajął wówczas pierwsze miejsce w fazie grupowej, po wygranych z Daugavpils LB (walkower), Hamburger SK i Mursą Osijek. W rundzie finałowej zespół przegrał z Bosną Sarajewo, po czym wygrał z SK Rockaden Stockholm i CS Clichy, ostatecznie zajmując w rozgrywkach piąte miejsce. Kadrę zespołu na ten turniej tworzyli: Christophe Bernard, Jean-Pierre Boudre, Jean-Marc Degraeve, Nicolas Giffard, Anthony Kosten, Jakow Murej i François Vareille. W 1996 roku klub organizował indywidualne mistrzostwa Francji. W sezonie 1998 zespół zdobył mistrzostwo kraju. W skład drużyny wchodzili wówczas m.in. Juan Manuel Bellón López, Pia Cramling, Igor Glek, Mark Hebden, Wiaczesław Ikonnikow, Joël Lautier, Gilles Mirallès, Jewgienij Sołożenkin, Loek van Wely i Anatolij Wajser. Z powodu zaległych zobowiązań wobec URSSAF klub został rozwiązany w 2001 roku.